# Titularbistum Geras
Das Bistum Geras (italienisch: Diocesi di Gera, lateinisch Dioecesis Geritana seu Gerrensis) ist ein Titularbistum der römisch-katholischen Kirche.
Es geht zurück auf ein ehemaliges Bistum, das in der antiken Stadt Gerrha in der römischen Provinz Aegyptus bzw. in der Spätantike Aegyptus Herculea und Augustamnica in Oberägypten angesiedelt war. Es gehörte der Kirchenprovinz Pelusium an.
| Titularbischöfe von Geras |                                                                    |                                                        |                    |                    |
| Nr.                       | Name                                                               | Amt                                                    | von                | bis                |
| 1                         | Francisco Juan Leiza de Leyva (Francisco Juan Leiza)               | Weihbischof in Tlaxcala (Spanien)                      | 23. Februar 1739   | 24. Oktober 1747   |
| 2                         | Juan Francisco Manrique Lara                                       | Weihbischof in Toledo (Spanien)                        | 22. September 1749 | 1. April 1754      |
| 3                         | Alonso de Solís Marroquín y Gragera OS                             |                                                        | 18. Juli 1757      | 17. Februar 1783   |
| 4                         | Dominicus Castells                                                 | Weihbischof in Valencia (Spanien)                      | 24. Juli 1786      | 23. Juli 1788      |
| 5                         | Pablo Sitjar Ruata                                                 | Weihbischof in Barcelona (Spanien)                     | 24. Juli 1797      | 16. März 1808      |
| 6                         | James Buckley                                                      | Apostolischer Vikar von Trinidad (Trinidad und Tobago) | 6. März 1819       | 26. März 1828      |
| 7                         | Francesco Maria Zoppi                                              | emeritierter Bischof von Massa Carrara (Italien)       | 15. April 1833     | April 1841         |
| 8                         | João Fernando Santiago Esberard (João Fernando Santiago Esberrard) | Koadjutorbischof von Olinda (Brasilien)                | 26. Juni 1890      | 12. Mai 1891       |
| 9                         | Luca Ermenegildo Pasetto OFMCap                                    | Kurienbischof                                          | 21. November 1921  | 22. September 1937 |
| 10                        | Hilarin Felder OFMCap                                              |                                                        | 12. April 1938     | 27. November 1951  |
| 11                        | Jacinto Argaya Goicoechea                                          | Weihbischof in Valencia (Spanien)                      | 15. August 1952    | 12. September 1957 |
| 12                        | John Michael Fearns                                                | Weihbischof in New York (USA)                          | 4. November 1957   | 4. Juli 1977       |